# Jazovir Malko Sjarkovo
Jazovir Malko Sjarkovo (bulgariska: Язовир Малко Шарково) är en reservoar i Bulgarien.   Den ligger i regionen Jambol, i den östra delen av landet, 300 km öster om huvudstaden Sofia. Jazovir Malko Sjarkovo ligger 286 meter över havet.
Trakten runt Jazovir Malko Sjarkovo består till största delen av jordbruksmark. Runt Jazovir Malko Sjarkovo är det mycket glesbefolkat, med 7 invånare per kvadratkilometer.